# Satan in Goraj
Satan in Goraj (jiddisch: Der sotn in Goraj) ist der erste Roman des jiddischen Schriftstellers und Nobelpreisträgers Isaac Bashevis Singer. Der Roman erschien erstmals in Polen in Fortsetzungen Januar bis September 1933 in der literarischen Zeitschrift Globus, die Singer zusammen mit seinem Freund Aaron Zeitlin herausgab.

## Inhalt
Ort der Handlung ist das Stetl Goraj in der Nähe von Lublin im heutigen Polen. Die Zeit datiert auf die Mitte des 17. Jahrhunderts nach den unter Kosakenhetman Chmelnyzkyj an den Juden verübten Pogromen.
Langsam erholt sich das Leben wieder und die überlebenden Einwohner kehren zurück in ihre verödete Stadt. Doch das Trauma von Mord und Vertreibung hat in der jüdischen Gemeinde seine Spuren hinterlassen: die alte Ordnung bröckelt und der zurückgekehrte Rabbi bemüht sich vergebens, die Ausbreitung kabbalistischer Schwärmerei zu unterbinden. Vor allem die Anhänger des „Messias“ Schabbtai Zvi werden immer zahlreicher. Ihr Anführer, der Schächter Reb Gedalja, erscheint zuerst als gottesfürchtiger, fast heiliger Mann. Er übernimmt die Führung der Gemeinde, doch unter seinem Einfluss und angeheizt durch eine sich zur Hysterie steigernde messianische Erwartung brechen nach und nach die Schranken von Sitte und Gesetz. Reb Gedalja nimmt Rechele, eine junge, von Krankheit und prophetischen Visionen gequälte Frau, zu sich, obwohl sie mit einem anderen Mann verheiratet ist. Rechele verfällt den Dämonen. Es gelingt zwar, den Dibbuk auszutreiben, der von ihr Besitz ergriffen hat, sie stirbt aber wenige Tage später. Die erhoffte Wiederkunft des Messias findet nicht statt und die Einwohner von Goraj stehen enttäuscht vor den Trümmern ihrer Existenz.

## Ausgaben
Buchausgaben:
- Der sotn in Goray. A mayseh fun fartsaytns un andere dertseylungen. Farlag Matones, New York 1943.
- Satan in Goray. Übersetzung von Jacob Sloan. Noonday Press, New York 1955
- Satan in Goraj. Roman. Deutsch von Ulla Hengst. Rowohlt, Hamburg 1969, ISBN 3-498-06073-2. Der Übersetzung liegt die englische Ausgabe von Jacob Sloan zugrunde. Taschenbuchausgabe: rororo 5183, Hamburg 1983, ISBN 3-499-15183-9
- Der sotn in Goray (דער שטן אין גאריי) Farlag Y.L. Perets, Tel-Aviv 1992